# La Belle Fille de Parthenay

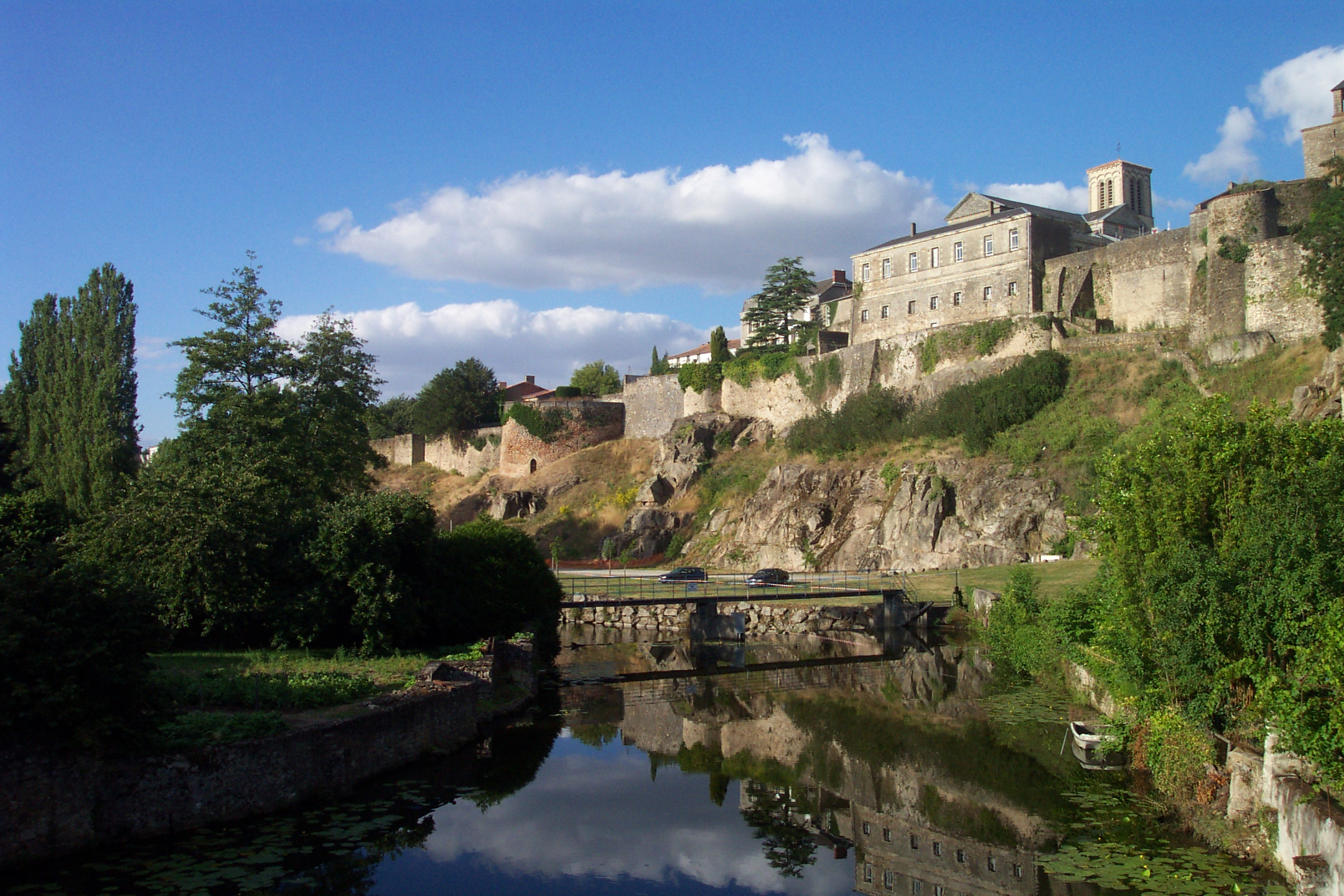
Parthenay

La Belle Fille de Parthenay est une ancienne et célèbre chanson populaire française du Poitou et de la Touraine.

## Origines
La chanson remonterait au moins au XVIe siècle.
On n'en connaît ni l'auteur, ni l'origine, mais elle est publiée en 1602, 1607, 1734... Au XIXe siècle elle est colportée et attribuée à Louis-Adolphe Turpin de Sansay pour les paroles et à Villebichot pour la musique. Elle se répand dans toute la France ainsi qu'au Québec au début du XXe siècle

## Paroles
1.

 À Parthenay-t-il y avait

 Une tant belle fille

 L'était jolie, ell' le savait ben

 Mais ell' aimait qu'on lui dis', voyez-vous

(Refrain :)

 J'aime lon la Landerirette

 J'aime lon la Landerira

2.

 L'était jolie, ell' le savait ben

 Ell' aimait qu'on lui dise

 Un jour son galant vint la voir

 Un doux baiser lui prit, voyez-vous

 (Au refrain)

3

 Prenez-en iun, prenez-en deuse

 Et passez-en votre envie, voyez-vous

 (Au refrain)

4

 Mais quand vous m'aurez ben bigée

 Dam' n'allez pas z'y dir', voyez-vous

 (Au refrain)

5

 Car si mon pèr' il le savait

 Il m'en coût'rait la vie, voyez-vous

 (Au refrain)

6

 Quant à ma mèr' elle le sait bien

 Mais ell' ne fait qu'en rir', voyez-vous

 (Au refrain)

7

 Ell' se rappell' ce qu'ell faisait

 Dans l'temps qu'elle était fille, voyez-vous

 (Au refrain)

8

 Mes ptits-enfants f'ront tout comm' moi

 C'est c'que-veut Dam' Nature, voyez-vous

 (Au refrain)

9

 Vous qu'écoutez f'rez tout autant

 La nuit tous les chats sont gris, voyez-vous

 (Au refrain)

## Interprétations
La chanson fut notamment interprétées par Les Frères Jacques, Marcel Mouloudji et Jacques Douai.